# Ocotlán
Ocotlán è un comune del Messico, situato nello stato di Jalisco.